# Хэбэй (футбольный клуб)
Футбольный клуб «Хэбэй» (кит. 河北足球俱樂部), ранее «Хэбэй Чайна Форчун» (кит. трад. 河北华夏幸福足球俱乐部, упр. 河北華夏幸福足球俱樂部, пиньинь Héběi Huáxià Xìngfú Zúqiú Jùlèbù) — бывший китайский футбольный клуб из провинции Хэбэй, город Циньхуандао. Домашней ареной клуба является Стадион Олимпийского спорткомплекса города Циньхуандао вместимостью 33,000 человек. По итогам сезона 2015 года команда заняла второе место в Первой лиге Китая и вышла в Суперлигу Китая. Расформирован 29 марта 2023 года. 

## История
Команда была основана 28 мая 2010 года компанией «Хэбэй Чжунци Групп». В 2011 году клуб зарегистрировался для участия в третьем дивизионе под названием «Хэбэй Илиньшаньчжуан». На групповой стадии команда заняла 5-е место и не вышла в серию плей-офф. 17 октября 2011 права на клуб полностью перешли к «Хэбэй Чжунци Групп», а игроки, которые привлекались для участия в матчах от Футбольной ассоциации провинции Хэбэй, официально стали игроками другого клуба, Молодёжной команды провинции Хэбэй. В сезоне 2012 клуб по спонсорским причинам стал называться «Хэбэй Чжунци». В Северной группе команда с результатом 18 побед, 5 ничьих и 1 поражение заняла первое место и вышла в плей-офф, однако по правилу гола в гостях на четвертьфинальной стадии уступила «Хубэй Хуакайэр», хотя серия из двух матчей закончилась со счётом 1-1.
В Зимнее трансферное окно 2016, когда множество клубов Китайской Суперлиги и Первой Лиги Китая за большие деньги переманивали известных и даже звездных игроков. В клуб пришли Стефан Мбиа (как свободный агент), Жервиньо (из «Ромы» за 18 млн евро) и Эсекьель Лавесси (из «ПСЖ» за 5,5 млн евро).
16 августа 2016 года команду возглавил известный тренер Мануэль Пеллегрини.
19 мая 2018 года Мануэль Пеллегрини покинул пост главного тренера.

## Изменение названия
- 2011: Хэбэй Илиньшаньчжуан (河北依林山庄)
- 2012—2014: Хэбэй Чжунцзи (河北中基)
- 2015—н. в.: Хэбэй Чайна Форчун (河北华夏幸福足球俱乐部)

## Достижения

### Национальные турниры
Первая лига:
- Победитель: 2015

Вторая лига:
- Победитель: 2013

## Результаты
- По итогам сезона 2017

| Сезон    | 2011 | 2012 | 2013 | 2014 | 2015 | 2016 | 2017 |
| -------- | ---- | ---- | ---- | ---- | ---- | ---- | ---- |
| Дивизион | 3    | 3    | 3    | 2    | 2    | 1    | 1    |
| Место    | 5    | 6    | 2    | 14   | 2    | 7    | 4    |

## Последние достижения
По состоянию на 2016 год
| Год  | Дивизион | Матчи | Победы | Ничьи | Поражения | Забито | Пропущено | Разница мячей | Очки | Место | Кубок         |
| ---- | -------- | ----- | ------ | ----- | --------- | ------ | --------- | ------------- | ---- | ----- | ------------- |
| 2011 | 3        | 14    | 4      | 4     | 6         | 14     | 16        | −2            | 16   | 5     | не прошёл     |
| 2012 | 3        | 26    | 18     | 7     | 1         | 50     | 11        | +39           | 59   | 6     | 2-й раунд     |
| 2013 | 3        | 19    | 11     | 4     | 4         | 40     | 13        | +27           | 27   | 2     | 2-й раунд     |
| 2014 | 2        | 30    | 6      | 11    | 13        | 31     | 54        | -23           | 29   | 14    | 2-й раунд     |
| 2015 | 2        | 30    | 18     | 6     | 6         | 53     | 30        | +23           | 60   | 2     | 4-й раунд     |
| 2016 | 1        | 30    | 11     | 7     | 12        | 34     | 38        | -4            | 40   | 7     | Четвертьфинал |